# 横島亘
横島 亘（よこじま わたる、1958年8月21日 - ）は、日本の男性俳優、声優。劇団民藝所属。青森県出身。

## 来歴
桐朋学園大学短期大学部卒業。
1982年、劇団民藝に入団。

## 人物
趣味は野球、ゴルフ。
低く安定した声質から、二枚目や中年の役を演じることが多い。ウィリアム・フィクナーやサイモン・ペッグ、ピアース・ブロスナンの吹き替えを担当している。
持ち役であるピアース・ブロスナンの担当は『007 ワールド・イズ・ノット・イナフ』（ソフト版）で神谷明の代役を務めた事がきっかけで、当時初心者であったにも関わらず、大作の主役且つ台本入手は収録3日前という過酷な状況でパニックに陥ったという。その経験故に007と聞くと反射的に恐縮してしまうが、自身のアフレコの原点でもあるため、今でも時折見返して明日に繋げているとのこと。また、当時の自分の芝居には反省点が多かったとしており、『007 ダイ・アナザー・デイ』では「無念を晴らそう」とアフレコに臨んだという。

## 出演（俳優）

### 舞台
（外部公演は公演元を記載）
- 夏の夜の夢（妖精ウィングス）劇団俳優座
- レティスとラベッジ（旅行客）銀座セゾン劇場
- どん底（アリョーシカ）
- 粉本楢山節考（今朝吉）
- 炎の人 ─ヴァン・ゴッホ小伝─（ロートレック）
- かの子かんのん（森川安夫）
- 十二夜（フェービアン）劇工房ライミング
- かえんの街（武二）舞台企画タキオン・エジンバラ
- 火山灰地（渡 準造）
- ある八重子物語（倉田大吉）
- 記憶の危うさについて[6]

### テレビドラマ
- 世にも奇妙な物語 「おじいちゃんの恋文」（1990年9月20日、フジテレビ）
- 木曜ゴールデンドラマ 「夢と共に去りぬ」（1991年2月14日、中京テレビ）
- ガラスの仮面2 第9話（1998年6月8日、テレビ朝日）
- ドラマ家族模様 「ある日、嵐のように」 第3回（2001年4月16日、NHK）
- サスペンススペシャル 「警察署長」（2001年7月5日、テレビ朝日）
- ハンチョウ〜神南署安積班〜 第3シリーズ 第5話（2010年8月2日、TBS）

### オリジナルビデオ
- ウルトラセブン誕生30周年記念3部作「太陽の背信」

## 出演（声優）
太字はメインキャラクター。

### テレビアニメ
2001年
- 旋風の用心棒（警察署長）

2004年
- 最遊記RELOAD GUNLOCK（宿屋の親父）

2011年
- TIGER & BUNNY（アレキサンダー・ロイズ）

2015年
- Classroom☆Crisis（鹿島ダイチ）
- ブレイブビーツ（アウル）

2016年
- 逆転裁判 〜その「真実」、異議あり!〜（2016年 - 2019年、亜内武文、虎狼死家左々右エ門）- 2シリーズ
- ヘボット!（2016年 - 2017年、ゴロリーマン、ダディボア 他）

2017年
- GRANBLUE FANTASY The Animation（2017年 - 2019年、ポンメルン） - 2シリーズ

2018年
- 銀魂.（孫老師）

2019年
- コップクラフト（船長）
- キャロル&チューズデイ（アレン）

2020年
- 映像研には手を出すな!（横田先生）
- 最響カミズモード!（2020年 - 2021年、バッシャ）

2021年
- テスラノート（セルゲイ）

2023年
- アンデッドガール・マーダーファルス（ジェームズ・モリアーティ）

### 劇場アニメ
- 劇場版 TIGER & BUNNY -The Beginning-（2012年、アレキサンダー・ロイズ[12]）
- 劇場版 TIGER & BUNNY -The Rising-（2014年、アレキサンダー・ロイズ）

### OVA
- 史上最強の弟子ケンイチ（2013年、本郷晶[13]）※単行本53巻OVA付き特別版

### Webアニメ
- TIGER & BUNNY 2（2022年、アレキサンダー・ロイズ）

### ゲーム
2003年
- 最終兵器彼女（鉄龍マスター）

2006年
- バテン・カイトスII 始まりの翼と神々の嗣子（ネロ）

2010年
- ザ・サード バースデイ（カリュード・「ボス」・オーウェン）

2014年
- グランブルーファンタジー（2014年 - 2019年、ポンメルン / ガチャ☆ポン）
- コアマスターズ（デュリオン）

2019年
- キングダム ハーツIII（カトラー・ベケット）
- CARAVAN STORIES（バロンガ）

2024年
- ファイナルファンタジーVII リバース（シロン医師）

### 吹き替え

#### 担当俳優
ウィリアム・フィクナー
- エンパイア2〜成功の代償（ジェイミソン・ヒンスロップ）
- ザ・ビッグバン!!（ポーリー）
- ダークナイト（銀行支店長）※テレビ朝日版
- ドライブ・アングリー3D（監察官）
- ネイビーシールズ: チーム6（ギドリー）
- プリズン・ブレイク（アレクサンダー・マホーン）
- HOT SUMMER NIGHTS/ホット・サマー・ナイツ（シェップ）

サイモン・ペッグ
- 宇宙人ポール（グレアム・ウィリー）
- 殺し屋チャーリーと6人の悪党（チャーリー）
- しあわせはどこにある（ヘクター）
- ショーン・オブ・ザ・デッド（ショーン）
- ステージド2 俺たちの舞台、アメリカ上陸!?（本人）
- ホット・ファズ -俺たちスーパーポリスメン!-（ニコラス・エンジェル）
- マン・アップ! 60億分の1のサイテーな恋のはじまり（ジャック）
- ミラクル・ニール!（ニール）
- ワールズ・エンド 酔っぱらいが世界を救う!（ゲイリー・キング）

トム・ホランダー
- パイレーツ・オブ・カリビアンシリーズ（カトラー・ベケット）
  - パイレーツ・オブ・カリビアン/デッドマンズ・チェスト
  - パイレーツ・オブ・カリビアン/ワールド・エンド

- プライドと偏見（コリンズ氏）
- ワルキューレ（ハインツ・ブラント大佐）

ピアース・ブロスナン
- あぁ、結婚生活（リチャード・ラングレー）
- ケイト・レディが完璧な理由（ジャック・アベルハンマー）
- ザ・ミスフィッツ（リチャード・ペイス）
- ダイヤモンド・イン・パラダイス（マックス・バデット）※ソフト版
- 007シリーズ（ジェームズ・ボンド）※ソフト版
  - 007 ワールド・イズ・ノット・イナフ
  - 007 ダイ・アナザー・デイ

- マリオネット・ゲーム（トム・ライアン）
- リメンバー・ミー（チャールズ・ホーキンス）

#### 映画
- アイデンティティー（ラリー〈ジョン・ホークス〉）※DVD版
- アジョシ（オ社長）
- アンナ・カレーニナ（オブロンスキー公爵〈マシュー・マクファディン〉）
- イースト/ウェスト 遙かなる祖国
- 1941（フランク・トゥリー軍曹〈ダン・エイクロイド〉）※BD版
- 運命の女 ※ソフト版
- エクスプレス 負けざる男たち（ベン・シュワルツワルダー〈デニス・クエイド〉）
- エンバー 失われた光の物語（コール市長〈ビル・マーレイ〉）
- 記憶の棘（ジョゼフ〈ダニー・ヒューストン〉）
- きっと、星のせいじゃない。（ピーター・ヴァン・ホーテン〈ウィレム・デフォー〉）
- キング・コング
- キングダム・オブ・ヘブン（ムッラー）
- クラーケン（ガンナー）
- クライシス・オブ・アメリカ（ウェルズ〈オッバ・バタタンデ〉）
- クリスマスを駆けぬけて（コンラッド〈オスカー・ヌニェス〉）
- グリンチ ※NHK版
- ゲット スマート（マックスウェル・スマート〈スティーヴ・カレル〉）※ソフト版
- ゲーム・プラン
- コードネーム:ストラットン（グリゴリー〈トーマス・クレッチマン〉）
- コードネーム エンジェル（ツヴィ・ザミール〈オリ・プレファー〉）
- コール（マーヴィン・プール〈プルイット・テイラー・ヴィンス〉）
- ゴシカ（ピート・グレアム〈ロバート・ダウニー・Jr〉）
- コンフィデンス（ウィットワース〈ドナル・ローグ〉）
- 13デイズ（セオドア・C・ソレンセン〈ティム・ケレハー〉）※テレビ朝日版
- サムサッカー（ギアリー先生〈ヴィンス・ヴォーン〉）
- 幸せのちから（ウォルター・リボン）※ソフト版
- ジオストーム（デュセット〈アムール・ワケド〉[21]）
- シャーロック・ホームズ シャドウ ゲーム（セバスチャン・モラン大佐〈ポール・アンダーソン〉[22]）
- シャンハイ（リチャード・アスター〈デヴィッド・モース〉）
- 守護神（ジェイク・スキナー〈ニール・マクドノー〉）
- ジョニー・イングリッシュ（エージェント1号）※劇場公開版
- スタンドアップ（カイル〈ショーン・ビーン〉）
- スティグマータ 聖痕（アンドリュー神父〈ガブリエル・バーン〉）
- スモーキング・ハイ（テッド・ジョーンズ〈ゲイリー・コール〉）
- ソウ6（ウィリアム・イーストン〈ピーター・アウターブリッジ〉）
- 卒業の朝
- ゾンビ処刑人（バート〈デイヴィッド・アンダース〉）
- ただ君だけ（パンコーチ）
- ダニエラという女（フランソワ〈ベルナール・カンパン〉）
- 007 カジノ・ロワイヤル（アレックス・ディミトリウス〈シモン・アブカリアン〉）※テレビ朝日版
- チャック・ノリス in 地獄の銃弾（ジョン・シェパード〈チャック・ノリス〉）
- チビッ子ギャング台風（ラッセル・ドノバン〈ビル・ビクスビー〉）
- 沈黙の聖戦（フィッチ・マクウェイド〈ヴィンセント・リオッタ〉）※ソフト版
- デッドロックII（ガガ〈マーク・イヴァニール〉）
- ドラゴンハート 最後の闘い（ブルード）
- トランジット（マレック〈ジェームズ・フレイン〉）
- ドリームズ・カム・トゥルー（ボブ・ウェルチ〈カーティス・アームストロング〉）
- ナショナル・セキュリティ（ハンク・ラファティ〈スティーヴ・ザーン〉）
- 7年間（マルセル〈アレックス・ブレンデミュール〉）
- ネバー・サレンダー 肉弾無双（ジョナス・ホープ〈ニール・マクドノー〉）
- バース・オブ・ネイション（レイモンド・コッブ〈ジャッキー・アール・ヘイリー〉）
- ハウエルズ家のちょっとおかしなお葬式（ピーター〈ピーター・ディンクレイジ〉）
- バウンティー・ハンター（スチュアート〈ジェイソン・サダイキス〉）
- バガー・ヴァンスの伝説（ボビー・ジョーンズ〈ジョエル・グレッチ〉）
- ビッグママ・ハウス2（トム・フラー〈マーク・モーゼス〉）
- ピンクパンサー（006〈クライヴ・オーウェン〉）
- ファイアー・ファイト（ウルフ〈スティーヴン・ボールドウィン〉）
- フレンチなしあわせのみつけ方（ヴァンサン〈イヴァン・アタル〉）
- ベイビーママ（ロブ〈グレッグ・キニア〉）
- 僕の妻はシャルロット・ゲンズブール（イヴァン〈イヴァン・アタル〉）
- マイファミリー・ウェディング（ミゲル・ラミレス〈カルロス・メンシア〉）
- レイダース/失われたアーク《聖櫃》（アーノルド・エルンスト・トート〈ロナルド・レイシー〉）※WOWOW・BD版
- レベッカ
- ロッタちゃん はじめてのおつかい（トラック運転手〈ヨハン・ラベウス〉）※ソフト版
- ロビン・フッド（ウィル・スカーレット〈スコット・グライムス〉）
- ワールド・トレード・センター（スコット・ストラウス〈スティーヴン・ドーフ〉）
- 私が愛したヘミングウェイ（コルツォフ〈トニー・シャルーブ〉）

#### ドラマ
- アウトサイダー（テリー・メイトランド〈ジェイソン・ベイトマン〉）
- ER緊急救命室
  - シーズン9 #191（トム〈ジェームズ・コルビー〉）
  - シーズン10 #207（ケネディ〈カルロス・ラカマラ〉）
  - シーズン12 #267（ステトソン〈フレッド・サルドーネ〉）
  - シーズン13 #285（デレク・マーチャク〈スティーヴ・ベーシック〉）
  - シーズン14 #299（ダン・ユデッカー〈ジョン・グリーソン・コノリー〉）
  - シーズン15（マックス・ゴンザレス〈ドリアン・クリスチャン・ボーカム〉）
- WITHOUT A TRACE/FBI 失踪者を追え! #106（ケン・ブラウン）
- NCIS: ニューオーリンズ
  - シーズン1 #5（バーナード・ラニアー）
  - シーズン2 #22（アンソニー・フランダース、ジョン・ベッシュ）
  - シーズン5（フィリップ・シンクレア）
- NCIS ～ネイビー犯罪捜査班 シーズン10（ジェローム・クレイグ〈グレッグ・ジャーマン〉）
- エレメンタリー ホームズ&ワトソン in NY
  - シーズン2 #13（セオドア “ビッグ・テディ”・フェラーラ〈ヴィンセント・カラトーラ/Vincent Curatola〉）
  - シーズン4（ゲイリー・バーク〈ジェレミー・ボブ〉）
- 宮廷女官チャングムの誓い（ユン・マッケ）
- 恐竜SFドラマ プライミーバル（ジェームズ・レスター）※NHK版
- キャッスル 〜ミステリー作家は事件がお好き（ジェイソン・コズエ）
- クリミナル・マインド FBI行動分析課
  - シーズン3 #12（ジャック）
  - シーズン5 #8（ファロン）
- XIII（XIII〈サーティーン〉〈スティーヴン・ドーフ〉）
- ザ・ソプラノズ 哀愁のマフィア（ジョニー・サック）
- 殺人の足跡 マーダーランド（クロフォード）
- THE BRINK/史上最低の作戦（ジュリアン・ナヴァロ大統領〈イーサイ・モラレス〉）
- ザ・ホワイトハウス シーズン3、4（マーク）
- 三国志 Three Kingdoms（馬謖、張郃、陳羣、黄奎、趙咨、祖弼）
- 私立探偵マグナム（ジェラード・ハーシュ〈ウィリー・ガーソン〉）
- SUITS/スーツ（ルイス・リット〈リック・ホフマン〉）
- SCORPION/スコーピオン シーズン4 #18（ネイト・ピーターセン）
- そして誰もいなくなった（ウィリアム・ブロア〈バーン・ゴーマン〉）
- チャームド〜魔女3姉妹〜 シーズン3-5、7（コール・ターナー〈ジュリアン・マクマホン〉）
- CHILDHOOD'S END -幼年期の終り-（ルパート・ボイス〈ジュリアン・マクマホン〉）
- 朱蒙 〜チュモン〜
- HAWAII FIVE-0
  - シーズン4 #7（ブレイク・ケネディATF捜査官）
  - シーズン5 #11、6 #4, #15, #23（ジェラルド・ハーシュ〈ウィリー・ガーソン〉）
- THE BLACKLIST/ブラックリスト
  - シーズン5（アンソニー・パグリアロ）
  - シーズン6（マイケル・ボールドウィン巡査）
  - シーズン7（ナイル・ハッチャー）
- HELIX -黒い遺伝子- シーズン2（ブラザー・マイケル〈スティーヴン・ウェバー〉）
- ホワイトカラー（ウェスリー・ケント〈グリフィン・ダン〉）
- メアリー&ジョージ 王の暗殺者（エドワード・コーク〈エイドリアン・ローリンズ〉[23]）
- 名探偵モンク6 #8（アーロン・ラーキン〈ヘンリー・ツェーニー〉）
- メンタリスト シーズン5 #10（マシュー・ゴールド）
- メントーズ 世界の偉人からのメッセージ（ノーム・ケイツ）
- リゾーリ&アイルズ2（ハリソン）
- レバレッジ 〜詐欺師たちの流儀（ネイサン・フォード〈ティモシー・ハットン〉）
- ロズウェル - 星の恋人たち（スティーブンス捜査官〈リチャード・シフ〉）
- 私はラブ・リーガル（J・パーカー〈ジョシュ・スタンバーグ〉）
- ワンだー・エディ（ダグ・テイラー）

#### アニメ
- 犬ヶ島（デューク[24]）
- おさるのジョージ（アーガー）
- ザ・シンプソンズ MOVIE（カール・カールソン）※劇場公開版
- スクルージ:クリスマス・キャロル
- スター・ウォーズ レジスタンス（フリックス）
- ベイマックス ザ・シリーズ（スチーマー男爵〈2代目〉）
- LEGO スター・ウォーズ/恐怖のハロウィーン（ヴァネー）

### ラジオドラマ
- 青春アドベンチャー「タイムスリップ源平合戦」（平知盛）

### CM
- 名探偵コナン〜トリックトリック（ナレーション）
- ペタコロ衣類用（ナレーション）